# Sport Management Pallanuoto
L'Sport Management Pallanuoto és un club de waterpolo italià del municipi de Busto Arsizio, a la Llombardia.
Creat al 1987 a Verona, forma part del grup Sport Management, empresa líder italiana en la gestió de centres esportius de natació. Des de l'any de la seva fundació fins a la temporada 2011-12 va participar en els campionats de la Serie D, C i B. L'accés a la segona divisió és històric la temporada 2012-13. El 2013 es va traslladar a Monza i el 2015 es va moure a Busto Arsizio.

## Palmarès
- Copa LEN
  - Finalistes (1): 2017-18